# Scylacosaurus
Scylacosaurus sclateri
Genre
Espèce
Scylacosaurus est un genre fossile de Thérapsides thérocephales ayant vécu en Afrique australe au Permien supérieur, entre environ 259 et 254 millions d'années. Le genre compte une seule espèce, Scylacosaurus sclateri.

## Historique
L'espèce type Scylacosaurus sclateri a été décrite en 1903 par Robert Broom. Le nom du genre est formé sur le grec ancien skylax, « chiot », et saurus, « lézard ». L'épithète spécifique rend hommage à William Lutley Sclater, directeur du Musée sud-africain et fils du paléontologue Philip Lutley Sclater,.
L’holotype est noté SAM 634. Il est constitué d'un crâne trouvé dans le district de Colesberg, en Afrique du Sud, dans une couche datée du Permien supérieur (Wuchiapingien). D’autres fossiles découverts plus tard et décrits à l'époque sous le nom de Scylacosaurus falkenbachi, sur la base d'un holotype noté AMNH 5560, ont été réattribués ensuite à l’espèce type.

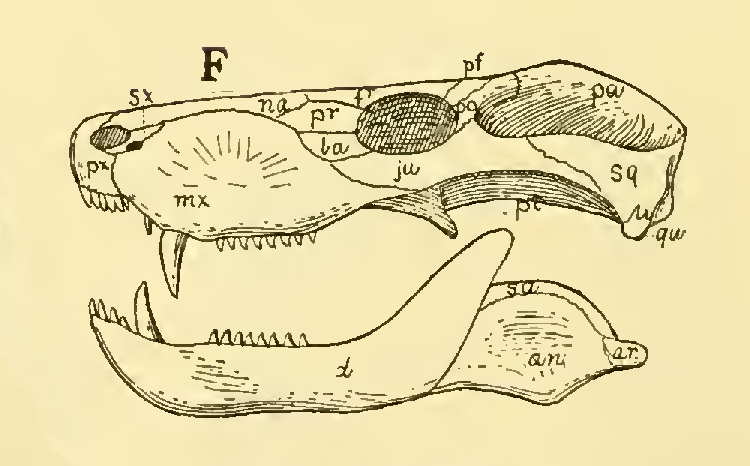
Dessin du crâne de Scylacosaurus

## Description
Scylacosaurus est un Thérocéphale de taille petite à moyenne et ne devait pas dépasser un mètre de long. Le crâne mesure environ 12 centimètres, avec un museau allongé et un sommet sagittal assez bas.
La mâchoire supérieure contient six dents incisives, suivies d'une canine modérément développée, d'un diastème et de sept petites dents post-canines, dont la première est légèrement plus grande que les autres. Les pré-vomers atteignent les os ptérygoïdes et séparent les os palatins. Les dents du palais ne sont présentes que sur les os ptérygoïdes et avaient déjà disparu des os palatins (ce qui n'est pas le cas chez les Gorgonopsiens).
L'os basisphénoïde a une forte excroissance latérale. Le cavum epiptericum n’est pas encore incorporé dans la cavité crânienne et est situé entre l’épiptérygoïde et le prooticum. L’épiptérygoïde est assez étroit, bien que déjà plus grand que celui des Gorgonopsiens.

## Classification
Scylacosaurus est un représentant basal du groupe des Therocephalia, l'un des deux groupes de Thérapsides qui ont survécu à l'extinction Permien-Trias. Il est attribué à la famille des Scylacosauridae, qui compte sept autres genres selon le paléontologue Christian Kammerer.

## Paléobiologie
Scylacosaurus était probablement un carnivore qui s'attaquait à de petites proies.